# Maiden England
Maiden England es un video de una presentación en directo de la banda Iron Maiden durante su gira mundial para presentar su álbum Seventh Son of a Seventh Son, la cual fue nombrada "Seventh Tour of a Seventh Tour".
Fue grabado en Birmingham, Inglaterra los días 27 y 28 de noviembre de 1988, lanzado como un video (en formato VHS) en 1989 y como un paquete Video/CD de edición limitada en 1994. El CD de dicho paquete no contenía dos canciones que el video si ("Can I Play with Madness" y "Hallowed Be Thy Name") debido a problemas de espacio limitado.
Fue dirigido y editado por Steve Harris, fundador y bajista de Iron Maiden.
El 5 de septiembre de 2007, se anunció a través del sitio web oficial de Iron Maiden, que habría una versión en DVD del concierto, para ser lanzada en el 2008. Finalmente El 25 de marzo de 2013, IRON MAIDEN publicó a través de EMI "Maiden England '88", en los formatos 2DVD, 2CD, 2LP (con edición limitada Picture Disc) y 2DD. El metraje del concierto se amplía ahora para incluir los bises que no aparecían en la versión VHS. El DVD también ofrece extras en el disco 2.

## Lista de canciones

### VHS 1989
1. Moonchild
2. The Evil That Men Do
3. The Prisoner
4. Still Life
5. Die With Your Boots On
6. Infinite Dreams
7. Killers
8. Can I Play With Madness
9. Heaven Can Wait
10. Wasted Years
11. The Clairvoyant
12. Seventh Son of A Seventh Son
13. The Number of The Beast
14. Hallowed Be Thy Name
15. Iron Maiden

### CD de 1994
1. Moonchild
2. The Evil That Men Do
3. The Prisoner
4. Still Life
5. Die With Your Boots On
6. Infinite Dreams
7. Killers
8. Heaven Can Wait
9. Wasted Years
10. The Clairvoyant
11. Seventh Son of A Seventh Son
12. The Number of The Beast
13. Iron Maiden

### DVD 2013

#### DVD 1
1. Moonchild
2. The Evil That Men Do
3. The Prisoner
4. Still Life
5. Die With Your Boots On
6. Infinite Dreams
7. Killers
8. Can I Play With Madness
9. Heaven Can Wait
10. Wasted Years
11. The Clairvoyant
12. Seventh Son of A Seventh Son
13. The Number of The Beast
14. Hallowed Be Thy Name
15. Iron Maiden
16. Run to the Hills
17. Running Free
18. Sanctuary

#### DVD 2
1. "The History of Iron Maiden" - Parte 3 (40 Minutos Aproximadamente)
2. 12 Wasted Years (90 minutos aproximadamente)
3. Videos Promocionales de "Wasted Years", "Stranger in a Strange Land", "Can I Play with Madness", "The Evil That Men Do" y "The Clairvoyant".

### CD 2013

#### CD 1
1. Moonchild
2. The Evil That Men Do
3. The Prisoner
4. Still Life
5. Die With Your Boots On
6. Infinite Dreams
7. Killers
8. Can I Play With Madness
9. Heaven Can Wait
10. Wasted Years

#### CD 2
1. The Clairvoyant
2. Seventh Son of A Seventh Son
3. The Number of The Beast
4. Hallowed Be Thy Name
5. Iron Maiden
6. Run to the Hills
7. Running Free
8. Sanctuary